# Guide Rock
Guide Rock és una població dels Estats Units a l'estat de Nebraska. Segons el cens del 2000 tenia 245 habitants.

## Demografia
Segons el cens del 2000, Guide Rock tenia 245 habitants, 133 habitatges, i 69 famílies. La densitat de població era de 189,2 habitants per km².
Dels 133 habitatges en un 15% hi vivien nens de menys de 18 anys, en un 42,1% hi vivien parelles casades, en un 8,3% dones solteres, i en un 47,4% no eren unitats familiars. En el 43,6% dels habitatges hi vivien persones soles el 18% de les quals corresponia a persones de 65 anys o més que vivien soles. El nombre mitjà de persones vivint en cada habitatge era d'1,84 i el nombre mitjà de persones que vivien en cada família era de 2,51.
Per edats la població es repartia de la següent manera: un 15,1% tenia menys de 18 anys, un 7,3% entre 18 i 24, un 24,9% entre 25 i 44, un 26,5% de 45 a 60 i un 26,1% 65 anys o més.
L'edat mediana era de 47 anys. Per cada 100 dones de 18 o més anys hi havia 98,1 homes.
La renda mediana per habitatge era de 20.250 $ i la renda mediana per família de 26.500 $. Els homes tenien una renda mediana de 22.250 $ mentre que les dones 18.750 $. La renda per capita de la població era de 18.981 $. Aproximadament el 13,2% de les famílies i el 17,8% de la població estaven per davall del llindar de pobresa.

## Poblacions més properes
El següent diagrama mostra les poblacions més properes.